# Ludovingi

Stema Ludovingilor și a descendenților lor (Casa de Hessa)

Ludovingii au fost o dinastie de conducători ai Turingiei și Hessei în Evul Mediu. Strămoșul familiei, Ludovic cel Bărbos era descendent al unei familii nobiliare a cărei genealogie nu poate fi exact determinată, dar care era strâns legată de arhiepiscopia de Mainz și avea posesiuni în regiunea cursului mijlociu al râului Main.

## Istorie
În jurul anului 1040 Ludovic cel Bărbos a primit o feudă la nord de Pădurea Turingiei și a construit cetatea Schauenburg lângă Friedrichroda (astăzi doar o ruină). Totuși, acestă origine legendară se bazează doar pe Cronica de la Reinhardsbrunn care este considerată o sursă nesigură.
Ludovic Săritorul și Beringer de Sangerhausen, fiii lui Ludovic cel Bărbos și ai soției sale, Cäcilia de Sangerhausen, au fondat Mănăstirea Schönrain în jurul anului 1080 în țara lor de origine - Franconia. Într-un document din 1100 cei doi frați sunt menționați cu titlul de conți de Schauenburg.

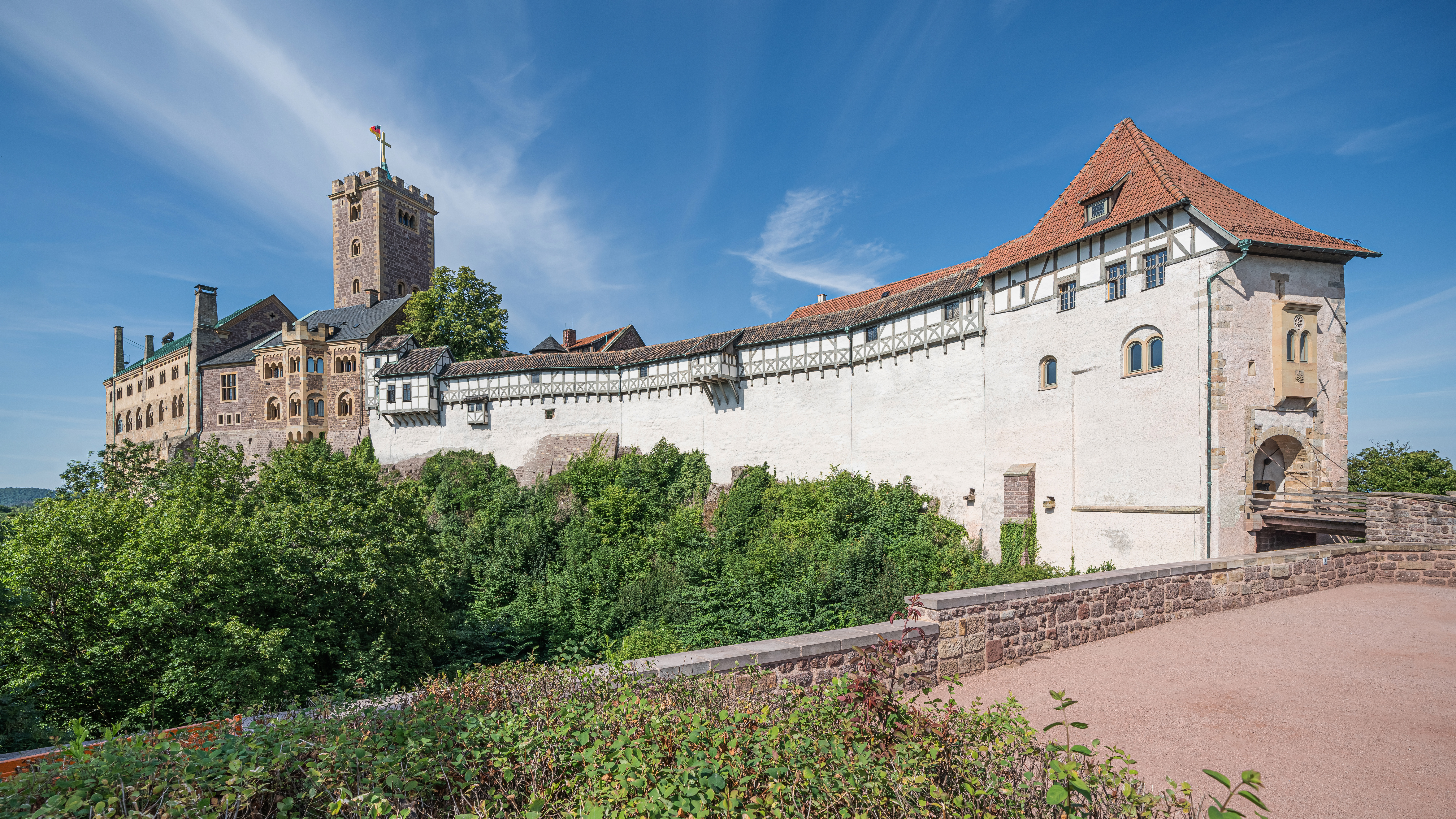
Castelul din Wartburg (construit în jurul anului 1067 de Ludovic Săritorul)

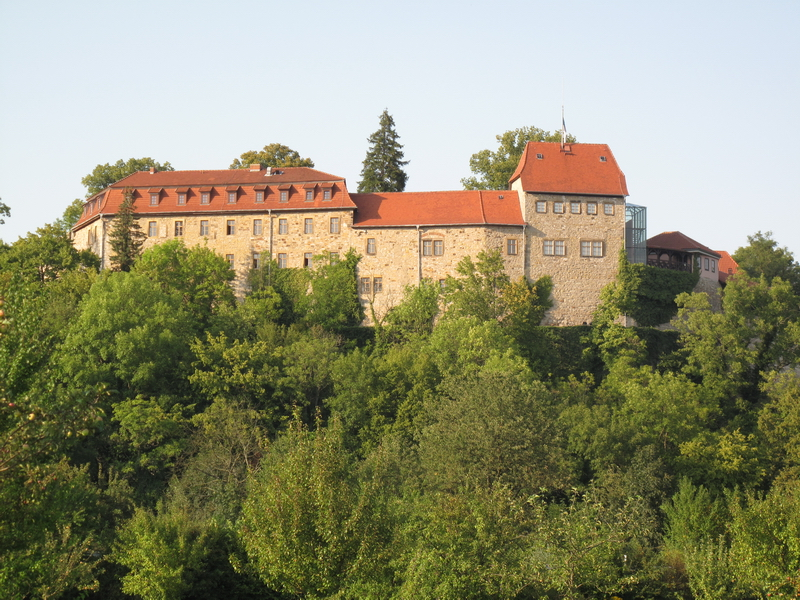
Castelul Creuzburg (construit între 1165 și 1170 de landgraful Ludovic al II-lea, nepotul lui Ludovic Săritorul)

În perioada care a urmat Ludovingii și-au extins posesiunile în Turingia, de exemplu în Sangerhausen, prin moștenirea Ceciliei, soția lui Ludovic cel Bărbos (d.c. 1080), și prin posesiunile de pe cursul râului Unstrut, aduse în căsătoria cu Ludovic Săritorul de Adelaida, văduva contelui palatin Frederic al III-lea de Goseck. Ludovic Săritorul a construit cetatea Wartburg (menționată prima dată în 1080) ca nouă reședință și în 1085 a fondat Mănăstirea Reinhardsbrunn, viitoarea mănăstire a familiei.
În vremurile tulburi ale Controversei pentru învestitură, Ludovic Săritorul a fost unul dintre cei mai importanți oponenți ai împăratului Henric al V-lea. Teza istoricului Wolfgang Hartmann potrivit căreia printre statuile personalităților din Catedrala Naumburg se numără și statuia lui Ludovic Săritorul și respectiv a soției sale Adelaida, se bazează pe atitudinea pronunțată a acestuia împotriva împăratului și pe alte fapte remarcabile ale lui Ludovic.
Încă înainte de 1122 sub fiii lui Ludovic (Ludovic și Henric) posesiunile familiei au fost extinse cu Marburg și Kassel, prin căsătoria lui Ludovic I (d. 1140) cu Hedviga de Gudensberg, moștenitoarea contelui de Gudensberg, Giso al IV-lea și la moartea lui Giso al V-lea în 1137, prin moștenirea completă a familiei Gisonilor și a conților de Werner din nordul Hessei. Unirea dintre Turingia și mari părți ale Hessei s-a încheiat abia prin Războiul succesiunii Turingiei. Până în 1247 posesiunile din Hessa ale Ludovingilor au fost administrate în mare parte de frații mai tineri ai landgrafului care erau conți de Gudensberg respectiv de Hessa și rezidau în Gudensberg și Marburg. Printre ei s-au numărat Henric Raspe I, Henric Raspe al II-lea, Henric Raspe al III-lea și Conrad Raspe.
În 1131 Ludovic a fost ridicat la rangul de landgraf de regele Lothar al III-lea (de Supplinburg) sub numele de Ludovic I. Astfel Turingia, acum o zonă direct legată de imperiu, a fost separată de Ducatul Saxonia, iar Ludovingii dețineau în Turingia o poziție asemănătoare ducilor. Pe la mijlocul secolului al XII-lea a fost construit Eisenach ca monetărie principală a landgrafului și puțin mai târziu monetăria Gotha ca a doua monetărie a Ludovingilor. Sub Ludovic al II-lea și Ludovic al III-lea teritoriul landgrafiatului a fost extins, iar Herman I s-a străduit să întărească poziția familiei sale din punct de vedere politic prin căsătoriile copiiilor săi. Înainte de aceasta, Herman a trebuit să apere landgrafiatul Turingia de intenția împăratului Henric al VI-lea de a-l transforma în feudă imperială după moartea lui Ludovic al III-lea, fratele lui Herman.
Fiul lui Herman, Ludovic al IV-lea, căsătorit cu Elisabeta a Ungariei, spera să obțină accesul la Marca de Meissen prin tutela nepotului său încă minor, Henric, margraf de Meissen. În 1226 el a primit marca de Meissen, dar a murit în anul următor.

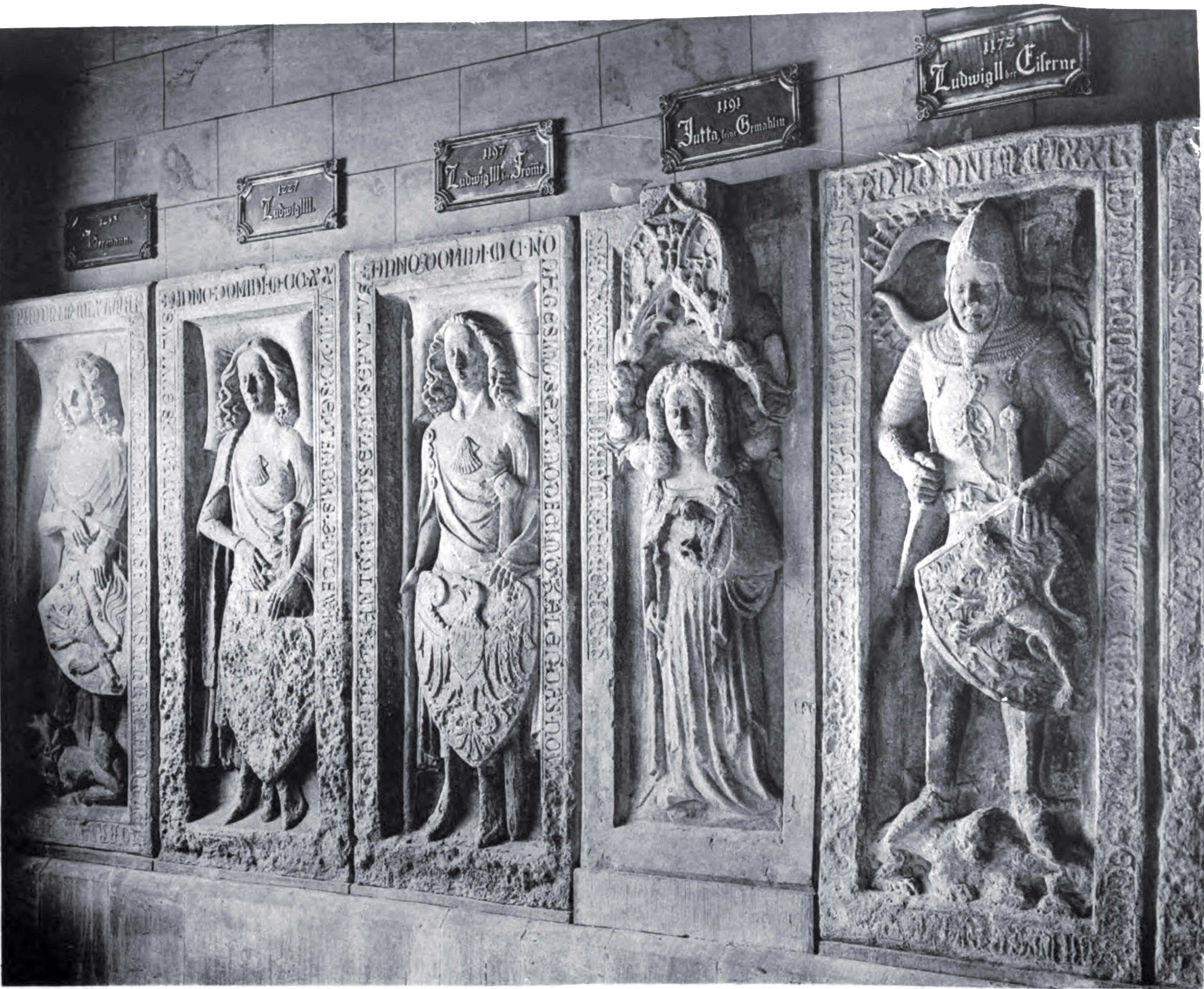
Pietre funerare ale landgrafilor de Turingia (aflate anterior pe peretele vestic al Capelei Palatului Reinhardsbrunn, fotografie din 1891)

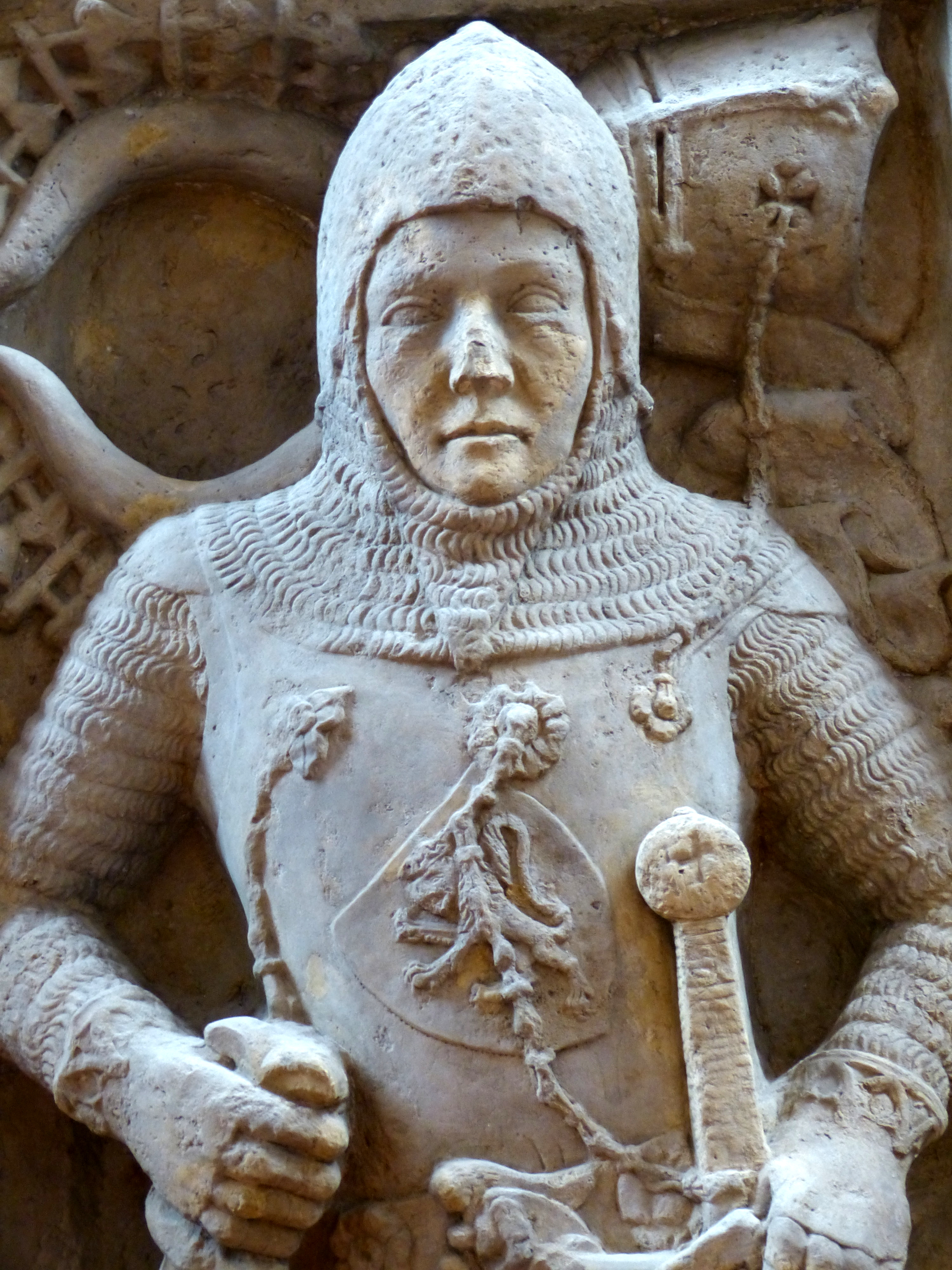
Ludovic al II-lea de Turingia (detaliu al fotografiei din 1891)

În 1241 după moartea fiului lui Ludovic al IV-lea, Herman al II-lea la doar 19 ani, fratele lui Ludovic, Henric Raspe, a moștenit landgrafiatul, pe care îl administrase deja ca regent pentru nepotul său, Herman, încă minor. Un al doilea frate, Conrad Raspe, a condus posesiunile din Hessa, dar a intrat în Ordinul Teutonic în 1234, al cărui mare maestru a devenit curând după aceea. Henric Raspe, care fusese ales antirege romano-german în 1246, a murit în 1247. Odată cu moartea sa, linia masculină a familiei Ludovingilor s-a stins. Încă din 1243 Henric Raspe obținuse pentru nepotul său Henric, promisiunea înfeudării margrafului de Meissen (din Casa de Wettin) cu landgrafiatul Turingia. După conflictele militare din 1249 acesta a putut să-și impună pretențiile în Turingia prin Tratatul de la Weißenfels (1 iulie 1249). Totuși aceste pretenții nu au fost inițial recunoscute de verișoara sa, Sofia de Brabant, fiica lui Ludovic al IV-lea. Cu ajutorul lui Albert I de Brunswick, ea a încercat din 1259 să se impună în Turingia prin forță armată ceea ce a dus la Războiul de succesiune a Turingiei și Hessei (1247–1264). După înfrângerea severă suferită la Beesenstedt lângă Wettin în octombrie 1263, Sofia a trebuit în cele din urmă să renunțe la toate pretențiile din Turingia în 1264, dar a impus cu succes pretențiile fiului ei Henric I de Hessa asupra posesiunilor din Hessa ale Ludovingilor. Landgrafiatul independent Hessa a devenit în 1291  principat imperial sub noua Casă de Hessa, în timp ce Turingia a ajuns în mâinile Casei de Wettin, care mai târziu a împărțit-o în Ducatele Ernestine.

## Lista conților și landgrafilor Ludovingi (conducători)
- ? – d.c. 1080 Ludovic cel Bărbos (conte de Schauenburg)
- 1080–1123 Ludovic Săritorul (conte de Schauenburg)
- 1123–1140 Ludovic I (primul landgraf, începând din 1131)
- 1140–1172 Ludovic al II-lea cel de Fier
- 1172–1190 Ludovic al III-lea cel Pios
- 1190–1217 Herman I
- 1217–1227 Ludovic al IV-lea cel Sfânt
- 1227–1241 Herman al II-lea
- 1241–1247 Henric Raspe

Locul de înmormântare a Ludovingilor era mănăstirea familiei din Reinhardsbrunn, pe care Ludovic Săritorul o fondase ca mănăstire benedictină în 1085 lângă Schauenburg. După incendiul din 1292, în secolul al XIV-lea au fost create în biserica refăcută a mănăstirii opt pietre funerare postume cu portrete idealizate și anume: pentru Ludovic Săritorul (d. 1123), soția sa Adelaida de Stade (d. 1110) și fiul lor Ludovic I (d. 1140), pentru fiul acestuia Ludovic al II-lea (d. 1172 ), soția sa Iudita (d. 1191) și fiul lor, Ludovic al III-lea (d. 1190), pentru Ludovic al IV-lea (d. 1227, fiul landgrafului Herman I și frate mai mic al lui Ludovic al II-lea) și pentru fiul său Herman al II-lea (d. 1243).
În 1241 după moartea fiului lui Ludovic al IV-lea, Herman al II-lea la doar 19 ani, fratele lui Ludovic, Henric Raspe, a moștenit landgrafiatul, pe care îl administrase deja ca regent pentru nepotul său, Herman, încă minor. Un al doilea frate, Conrad Raspe, a condus posesiunile din Hessa, dar a intrat în Ordinul Teutonic în 1234, al cărui mare maestru a devenit curând după aceea. Henric Raspe, care fusese ales antirege romano-german în 1246, a murit în 1247. Odată cu moartea sa, linia masculină a familiei Ludovingilor s-a stins. Încă din 1243 Henric Raspe obținuse pentru nepotul său Henric, promisiunea înfeudării margrafului de Meissen (din Casa de Wettin) cu landgrafiatul Turingia. După conflictele militare din 1249 acesta a putut să-și impună pretențiile în Turingia prin Tratatul de la Weißenfels (1 iulie 1249). Totuși aceste pretenții nu au fost inițial recunoscute de verișoara sa, Sofia de Brabant, fiica lui Ludovic al IV-lea. Cu ajutorul lui Albert I de Brunswick, ea a încercat din 1259 să se impună în Turingia prin forță armată ceea ce a dus la Războiul de succesiune a Turingiei și Hessei (1247–1264). După înfrângerea severă suferită la Beesenstedt lângă Wettin în octombrie 1263, Sofia a trebuit în cele din urmă să renunțe la toate pretențiile din Turingia în 1264, dar a impus cu succes pretențiile fiului ei Henric I de Hessa asupra posesiunilor din Hessa ale Ludovingilor. Landgrafiatul independent Hessa a devenit în 1291  principat imperial sub noua Casă de Hessa, în timp ce Turingia a ajuns în mâinile Casei de Wettin, care mai târziu a împărțit-o în Ducatele Ernestine.